# Bonte stern
De bonte stern (Onychoprion fuscatus, vroeger Sterna fuscata), is een zeevogel uit de familie van de meeuwen (Laridae) en de geslachtengroep van de sterns (Sternini).

## Kenmerken

### Uiterlijk

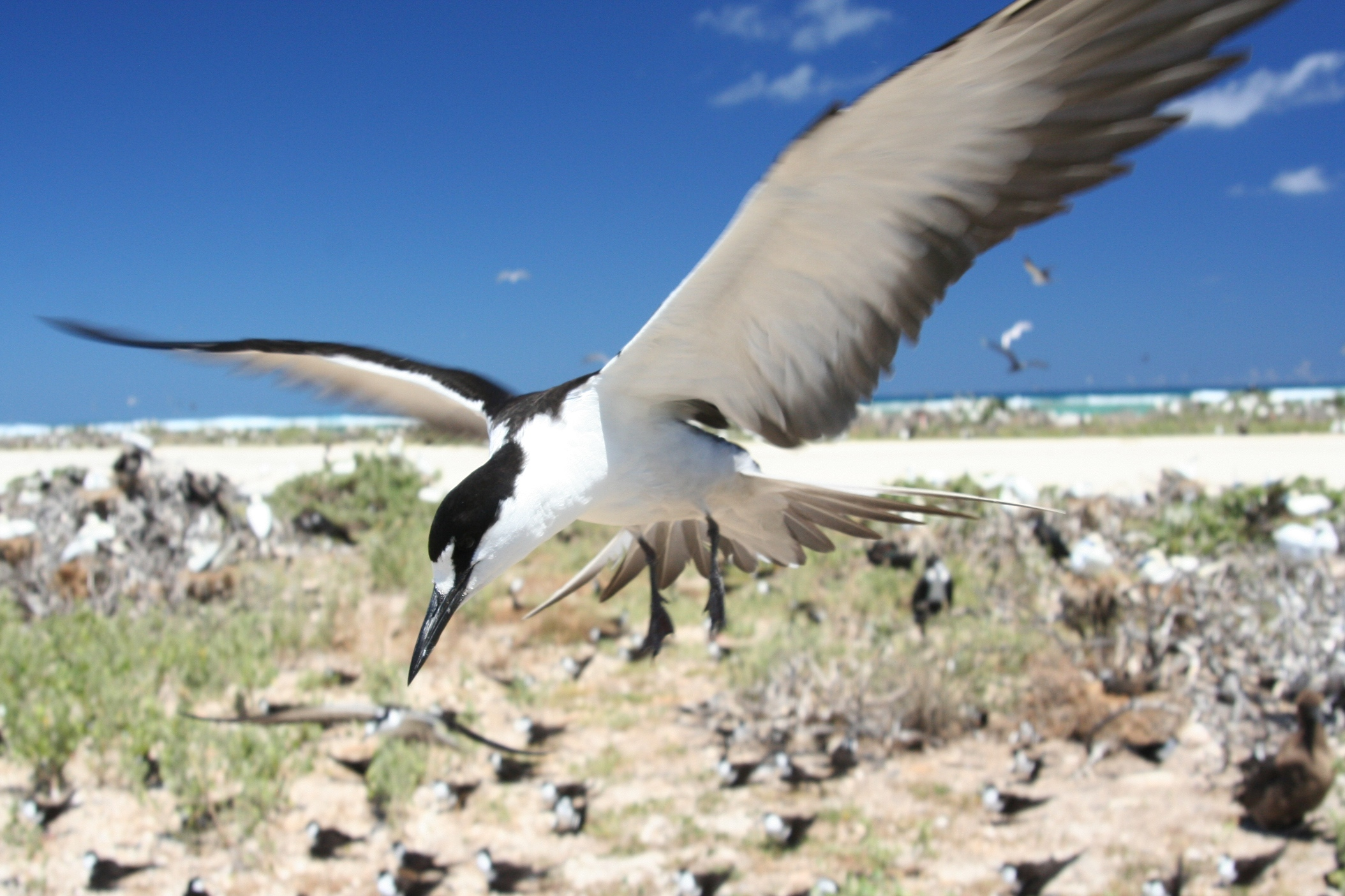
bonte stern in vlucht

Het is een grote stern, in formaat vergelijkbaar met de grote stern, 33-36 cm lang, 150 tot 250 gram zwaar en een spanwijdte van 82-94 cm. De vleugels en de diep gevorkte staart zijn lang en de vogel heeft grijze bovendelen en witte onderdelen. De snavel en poten zijn zwart. Juveniele bonte sterns zijn vaal grijs zowel van boven als onder. De bonte stern kan moeilijk met een andere stern verward worden behalve met de kleinere brilstern. De rug van de bonte stern is donkerder, het wit op het voorhoofd is breder en de witte nekband van de brilstern ontbreekt. Het verenkleed is bij beide geslachten gelijk. De bonte stern kan tot dertig jaar oud worden.

### Voedsel
Hun voedsel bestaat uit vissen, garnalen en inktvissen. Om de prooi te vangen, scheert de vogel laag over het water. Zijn verenkleed wordt daarbij droog gehouden. Het foerageren geschiedt door, vaak in grote groepen, vis op te pikken van het wateroppervlak. Ze komen zelden aan land behalve om te broeden en ze kunnen drie tot tien jaar op zee verblijven.

### Voortplanting
Bonte sterns broeden in kolonies van soms meer dan 1 miljoen paren op rots- of koraaleilanden. Het broedpaar nestelt op de grond in een holletje en legt een tot drie eieren. Het paar brengt echter maar een kuiken groot, dat door beide ouders wordt gevoed. Na twee maanden kan het jong vliegen. Het vliegt dan uit over zee en keert pas na vijf tot zes jaar terug aan land, wanneer het geslachtsrijp is.

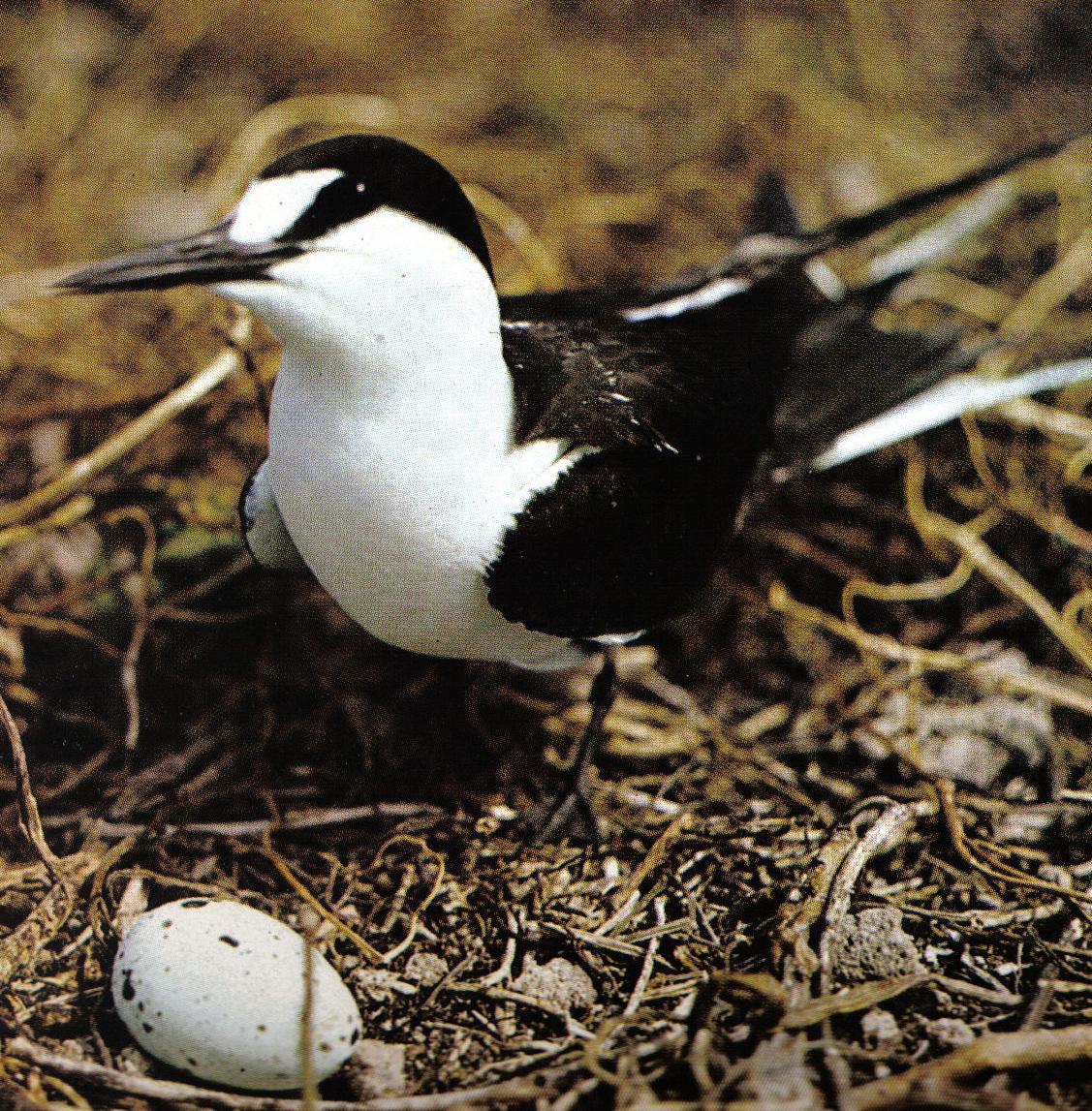
Adult met ei op 'nest', Seychellen

## Verspreiding en leefgebied
Het is een vogel van de tropische oceanen en de broedgebieden bevinden zich op eilanden rond de evenaar.
De bonte stern is een trekvogel met een verspreid leefgebied, die meestal overwintert boven de tropische oceanen. In vergelijking met andere sterns wordt een veel groter deel van de tijd op volle zee doorgebracht.
De soort telt zes ondersoorten:
- O. f. fuscatus: de Golf van Mexico en West-Indië, de Golf van Guinee en de zuidelijke Atlantische Oceaan.
- O. f. nubilosus: van de Rode Zee en de Indische Oceaan tot de Riukiu-eilanden, de Filipijnen en de Grote Soenda-eilanden.
- O. f. serratus: van westelijk en noordelijk Australië en Nieuw-Guinea via de zuidelijke Grote Oceaan tot Paaseiland.
- O. f. oahuensis: van de Bonin-eilanden (Japan) tot Hawaï en zuidelijk tot Kiritimati (Line-eilanden).
- O. f. crissalis: van de eilanden nabij westelijk Mexico tot de Galapagoseilanden.
- O. f. luctuosus: Juan Fernández-archipel (Chili).

### Voorkomen in Europa en het Koninkrijk der Nederlanden
De bonte stern broedt op Saba en Aruba. De soort is een zeldzame dwaalgast in West-Europa, met één waarneming (in 2012) in Nederland.

## Status
De bonte stern heeft een enorm groot verspreidingsgebied en daardoor alleen al is de kans op de status kwetsbaar (voor uitsterven) uiterst gering. De grootte van de populatie wordt geschat op 21 tot 22 miljoen individuen. Over trends in aantallen is niets bekend. Om deze redenen staat deze stern als niet bedreigd op de Rode Lijst van de IUCN.

## Trivia
De bonte stern speelt een rol in de vogelmancultuur van het Paaseiland.